# بندر غناوة
بندر غناوة (بالفارسية: بندر گناوه) أو غناوه هي مدينة إيرانية، وهي عاصمة مقاطعة غناوه التابعة لمحافظة بوشهر. يبلغ عدد السكان نحو 59,000 نسمة حسب احصاء عام 2006